# Lliga de Campions de la CAF 2009
La Lliga de Campions de la CAF 2009 és la 45a edició de la competició internacional de clubs africana. El guanyador d'aquesta edició representarà al continent en el Campionat del Món de Clubs de futbol 2009.

## Ronda preliminar
30 de gener/1 de febrer i 13/15 de febrer de 2009.
| Partit | Equip 1                    | Resultat global | Equip 2                 | Resultat anada | Resultat tornada |
| ------ | -------------------------- | --------------- | ----------------------- | -------------- | ---------------- |
| 1      | Primeiro de Agosto         | 7:3             | CARA Brazzaville        | 5:2            | 2:1              |
| 2      | Canon de Yaoundé           | 2:1             | AS Inter Star           | 1:1            | 1:0              |
| 3      | AS Douanes                 | 4:1             | Ports Authority         | 3:1            | 1:0              |
| 4      | Kano Pillars FC            | 2:0             | Elect-Sport             | 2:0            | 0:0              |
| 5      | Club Africain              | -:-             | Sporting Bafatá         | -:-            | -:-              |
| 6      | Djoliba AC                 | 4:1             | Casa Sport              | 4:0            | 0:1              |
| 7      | CF Maputo                  | 2:3             | Kampala City Council FC | 2:1            | 0:2              |
| 8      | Supersport United FC       | 8:2             | Curepipe Starlight SC   | 3:0            | 5:2              |
| 9      | Heartland FC               | 10:1            | Monrovia Black Star FC  | 4:0            | 6:1              |
| 10     | FAR Rabat                  | 6:2             | SC Praia                | 6:1            | 0:1              |
| 11     | Atlético Petróleos Luanda  | 5:1             | Royal Leopards FC       | 3:0            | 2:1              |
| 12     | Étoile Filante Ouagadougou | 4:3             | Heart of Lions          | 2:0            | 2:3              |
| 13     | Al-Ahly SC Trípoli         | 7:2             | AS Police               | 6:0            | 1:2              |
| 14     | Ittihad Khemisset          | -:-             | Wallidan FC             | -:-            | -:-              |
| 15     | ASO Chlef                  | 3:1             | Fello Star de Labé      | 1:0            | 2:1              |
| 16     | DC Motema Pembe            | 1:3             | AS Mangasport           | 1:2            | 0:1              |
| 17     | Monomotapa United FC       | 3:2             | Miembeni                | 2:0            | 1:2              |
| 18     | Young Africans FC          | 14:1            | Etoile d'Or             | 8:1            | 6:0              |
| 19     | Academie Ny Antsika        | 0:6             | US Stade Tamponnaise    | -:-            | 0:6              |
| 20     | ZESCO United FC            | 5:1             | Mathare United          | 2:0            | 3:1              |
| 21     | Al-Merreikh                | 2:1             | ATRACO FC               | 2:1            | 0:0              |

- Els equips de Gàmbia i de Guinea Bissau, Wallidan FC i Sporting Bafatá respectivament, es van retirar de la competició.

## Trentadosens de final
13/14/15 de març i 3/4/5 d'abril de 2009.
| Partit | Equip 1                  | Resultat global | Equip 2                    | Resultat anada | Resultat tornada |
| ------ | ------------------------ | --------------- | -------------------------- | -------------- | ---------------- |
| 1      | Primeiro de Agosto       | 1:1 (5:4)       | Canon de Yaoundé           | 0:1            | 1:0              |
| 2      | AS Douanes               | 1:1             | Kano Pillars FC            | 1:1            | 0:0              |
| 3      | Club Africain            | 2:2             | Djoliba AC                 | 1:2            | 1:0              |
| 4      | Kampala City Council FC  | 3:2             | Supersport United FC       | 2:1            | 1:1              |
| 5      | Heartland FC             | 4:2             | FAR Rabat                  | 3:1            | 1:1              |
| 6      | TP Mazembe               | 5:1             | Atlético Petróleos Luanda  | 3:0            | 2:1              |
| 7      | ASEC Mimosas             | 3:0             | Étoile Filante Ouagadougou | 2:0            | 1:0              |
| 8      | JS Kabylie               | 1:3             | Al-Ahly SC Trípoli         | 1:2            | 0:1              |
| 9      | Asante Kotoko            | 3:3             | Ittihad Khemisset          | 3:1            | 0:2              |
| 10     | Étoile Sportive du Sahel | 2:1             | ASO Chlef                  | 2:1            | 0:0              |
| 11     | Cotonsport Garoua        | 5:3             | AS Mangasport              | 2:1            | 3:2              |
| 12     | Ajax Cape Town           | 4:4             | Monomotapa United FC       | 3:2            | 1:2              |
| 13     | Al-Ahly SC               | 4:0             | Young Africans FC          | 3:0            | 1:0              |
| 14     | Al-Hilal Omdurman        | 4:3             | US Stade Tamponnaise       | 3:1            | 1:2              |
| 15     | Africa Sports            | 0:2             | ZESCO United FC            | 0:0            | 0:2              |
| 16     | Al-Ittihad Trípoli       | 1:4             | Al-Merreikh                | 1:1            | 0:3              |

## Setzens de final
17/18/19 d'abril i 1/2/3 de maig de 2009.
| Partit | Equip 1                 | Resultat global | Equip 2                  | Resultat anada | Resultat tornada |
| ------ | ----------------------- | --------------- | ------------------------ | -------------- | ---------------- |
| 1      | Primeiro de Agosto      | 3:3             | Al-Hilal Omdurman        | 3:1            | 0:2              |
| 2      | Kano Pillars FC         | 3:3             | Al-Ahly SC               | 1:1            | 2:2              |
| 3      | Djoliba AC              | 1:2             | ZESCO United FC          | 0:0            | 1:2              |
| 4      | Kampala City Council FC | 1:2             | Al-Merreikh              | 0:1            | 1:1              |
| 5      | Heartland FC            | 3:2             | Cotonsport Garoua        | 2:1            | 1:1              |
| 6      | TP Mazembe              | 1:0             | Ittihad Khemisset        | 1:0            | 0:0              |
| 7      | ASEC Mimosas            | 1:2             | Monomotapa United FC     | 1:0            | 0:2              |
| 8      | Al-Ahly SC Trípoli      | 0:2             | Étoile Sportive du Sahel | 0:0            | 0:2              |

## Fase de grups

### Grup A
| Equip             | Pts | PJ | PG | PE | PP | GF | GC | DG |
| ----------------- | --- | -- | -- | -- | -- | -- | -- | -- |
| Kano Pillars FC   | 11  | 6  | 3  | 2  | 1  | 10 | 8  | +2 |
| Al-Hilal Omdurman | 10  | 6  | 3  | 1  | 2  | 7  | 5  | +2 |
| ZESCO United FC   | 8   | 6  | 2  | 2  | 2  | 8  | 7  | +1 |
| Al-Merreikh       | 3   | 6  | 0  | 3  | 3  | 5  | 10 | -5 |

| 18 de juliol   | Ndola    | ZESCO United FC   | 1:1 (1:0) | Kano Pillars FC   |
| 18 de juliol   | Omdurman | Al-Merreikh       | 0:0       | Al-Hilal Omdurman |
| 31 de juliol   | Omdurman | Al-Hilal Omdurman | 1:0 (1:0) | ZESCO United FC   |
| 1 d'agost      | Kano     | Kano Pillars FC   | 3:1 (2:0) | Al-Merreikh       |
| 14 d'agost     | Omdurman | Al-Hilal Omdurman | 2:0 (0:0) | Kano Pillars FC   |
| 15 d'agost     | Omdurman | Al-Merreikh       | 2:3 (1:3) | ZESCO United FC   |
| 29 d'agost     | Ndola    | ZESCO United FC   | 0:0       | Al-Merreikh       |
| 29 d'agost     | Kano     | Kano Pillars FC   | 2:1 (1:1) | Al-Hilal Omdurman |
| 11 de setembre | Omdurman | Al-Hilal Omdurman | 3:1 (1:0) | Al-Merreikh       |
| 13 de setembre | Kano     | Kano Pillars FC   | 3:2 (1:2) | ZESCO United FC   |
| 18 de setembre | Ndola    | ZESCO United FC   | 2:0 (0:0) | Al-Hilal Omdurman |
| 18 de setembre | Omdurman | Al-Merreikh       | 1:1 (1:0) | Kano Pillars FC   |

### Grup B
| Equip             | Pts | PJ | PG | PE | PP | GF | GC | DG |
| ----------------- | --- | -- | -- | -- | -- | -- | -- | -- |
| TP Mazembe        | 12  | 6  | 4  | 0  | 2  | 11 | 4  | +7 |
| Heartland FC      | 10  | 6  | 3  | 1  | 2  | 9  | 5  | +4 |
| Étoile du Sahel   | 7   | 6  | 2  | 1  | 3  | 5  | 7  | -2 |
| Monomotapa United | 6   | 6  | 2  | 0  | 4  | 5  | 14 | -9 |

| 19 de juliol   | Lubumbashi | TP Mazembe        | 2:0 (0:0) | Heartland FC      |
| 19 de juliol   | Harare     | Monomotapa United | 2:1 (1:0) | Étoile du Sahel   |
| 1 d'agost      | Sousse     | Étoile du Sahel   | 2:1 (1:1) | TP Mazembe        |
| 2 d'agost      | Owerri     | Heartland FC      | 3:1 (3:0) | Monomotapa United |
| 15 d'agost     | Lubumbashi | TP Mazembe        | 5:0 (1:0) | Monomotapa United |
| 16 d'agost     | Owerri     | Heartland FC      | 3:0 (2:0) | Étoile du Sahel   |
| 28 d'agost     | Harare     | Monomotapa United | 0:2 (0:1) | TP Mazembe        |
| 28 d'agost     | Sousse     | Étoile du Sahel   | 0:0       | Heartland FC      |
| 12 de setembre | Owerri     | Heartland FC      | 2:0 (2:0) | TP Mazembe        |
| 12 de setembre | Sousse     | Étoile du Sahel   | 2:0 (1:0) | Monomotapa United |
| 18 de setembre | Harare     | Monomotapa United | 2:1 (1:0) | Heartland FC      |
| 18 de setembre | Lubumbashi | TP Mazembe        | 1:0 (1:0) | Étoile du Sahel   |

## Semifinals
2/4 d'octubre i 16/18 d'octubre de 2009.
| Partit | Equip 1           | Resultat global | Equip 2         | Resultat anada | Resultat tornada |
| ------ | ----------------- | --------------- | --------------- | -------------- | ---------------- |
| SF1    | Heartland FC      | 5:0             | Kano Pillars FC | 4:0            | 1:0              |
| SF2    | Al-Hilal Omdurman | 4:5             | TP Mazembe      | 2:5            | 2:0              |

## Final
31 d'octubre i 14 de novembre de 2009.
| Partit | Equip 1      | Resultat global | Equip 2    | Resultat anada | Resultat tornada |
| ------ | ------------ | --------------- | ---------- | -------------- | ---------------- |
| -      | Heartland FC | 2:2             | TP Mazembe | 2:1            | 0:1              |